# Lawrence J. Giacoletto
Lawrence Joseph Giacoletto (* 14. November 1916 in Clinton, Indiana; † 4. Oktober 2004 in Okemos, Michigan) war ein amerikanischer Elektrotechnik-Ingenieur und Erfinder. Er wurde unter anderem bekannt durch seine Arbeiten auf dem Gebiet der Halbleiterschaltungstechnik, insbesondere durch das nach ihm benannte Giacoletto-Ersatzschaltbild für Transistoren.

## Leben
Giacoletto studierte zuerst am Rose-Hulman Institute of Technology in Terre Haute. Nach erfolgreichem Abschluss als Bachelor of Science der Fachrichtung Elektrotechnik wechselte er 1938 an die University of Iowa und erlangte hier ein Jahr später den Master of Science in Physik.
Sein Studium wurde dann durch eine fünfjährige Dienstzeit als Offizier im Zweiten Weltkrieg unterbrochen. 1952 promovierte er schließlich in Elektrotechnik an der University of Michigan. Nach seiner Entlassung aus dem Militärdienst 1946 begann Giacoletto als Entwicklungsingenieur in den RCA Laboratories in Princeton, New Jersey. 1956 wechselte er zur Ford Motor Company in Dearborn, Michigan, wo er als Manager der Electronics Department Scientific Labs arbeitete. Ab 1961 lehrte er als Professor für Elektrotechnik an der Michigan State University, bis zu seiner Emeritierung im Jahre 1987. Zeitgleich mit diesem Wechsel gründete er das Cooperative Research Institute (CORES). Hier setzte er seine Forschungen auf dem Gebiet der Fahrzeugelektronik fort und entwickelte Ideen zur Verbesserung verschiedenster Produkte.

## Leistungen
Seine Fähigkeiten fanden Niederschlag in über 70 technischen Publikationen und mehr als 23 Patenten. Er wirkte unter anderem maßgeblich an der Entwicklung des RCA Farbfernsehsystems mit, entwickelte die nach ihm benannte Ersatzschaltung für Transistoren, die Kapazitätsdiode und unternahm erste Versuche zur Entwicklung einer Transistorzündunganlage für Autos.
Giacoletto publizierte noch im hohen Alter von 83 Jahren. Er war Autor bzw. Mitautor nachfolgender Bücher:
- RCA Laboratories Transistor I Book. RCA Laboratories, 1956.
- Differential Amplifiers. New York, Wiley-Interscience, 1970, ISBN 0-471-29724-0.
- The Electronics Designers Handbook.  McGraw-Hill, 1977, ISBN 0-07-023149-4.

## Auszeichnungen
Giacoletto trug unter anderem die Auszeichnungen Fellow of the IEEE und Fellow of the American Association for the Advancement of Science. Er war Mitglied der American Physical Society und der Sigma Xi und einer Vielzahl von Gremien.